# Cesinek
Cesinek – nieoficjalna część wsi Wawrzyszew w Polsce położony w województwie mazowieckim, w powiecie warszawskim zachodnim, w gminie Błonie.
W latach 1975–1998 miejscowość administracyjnie należała do województwa warszawskiego.